# 钱江摩托
浙江钱江摩托股份有限公司（深交所：000913）是一家上市股份有限公司，公司于1999年5月14日在深市上市，简称钱江摩托。钱江集团是其母公司，公司位于浙江省台州温岭经济开发区。是大陸国内最大的摩托车生产企业之一。其商标“钱江”是中国驰名商标。